# The Harbinger of Peace
The Harbinger of Peace è un cortometraggio muto del 1912. Non si conosce il nome del regista del film che, sceneggiato da Robert Brower, fu prodotto dalla Edison.

## Produzione
Il film fu prodotto dalla Edison Manufacturing Company.

## Distribuzione
Distribuito dalla General Film Company, il film - un cortometraggio in una bobina - uscì nelle sale cinematografiche statunitensi il 16 agosto 1912. Nel Regno Unito, venne distribuito il 13 novembre 1912.